# Le Chanteur de jazz
Pour les articles homonymes, voir Chanteur de jazz (homonymie).
Pour plus de détails, voir Fiche technique et Distribution.
Le Chanteur de jazz (The Jazz Singer) est un film musical américain réalisé par Alan Crosland, sorti en 1927.
Communément considéré comme le premier film parlant, ce long métrage comprend certes plusieurs scènes chantées et un monologue insérés au milieu des scènes muettes ; mais la partie muette reste toutefois nettement majoritaire, intégrant même les traditionnels cartons de dialogue. Cette œuvre est donc classée parmi les films sonores.

## Synopsis
Le cantor (officiant et chantre dans une synagogue) Rabinowitz furieux a trouvé son fils Jakie en train de chanter dans un bar, et l’a chassé du foyer familial.
Quelques années plus tard, Jakie est chanteur de jazz dans un night-club et se fait appeler Jack Robin. Il est remarqué par l’actrice Mary Dale, qui se propose de l'aider à faire carrière.
Et en effet, Jakie est propulsé sur les scènes de Broadway pour y faire un nouveau spectacle, un spectacle qui ferait de lui à coup sûr la nouvelle vedette de la chanson sous les traits d'un blackface. Mais le concert tombe le soir de Yom Kippour, et le père de Jakie, très malade, est incapable de chanter à la synagogue. Sa mère et un voisin essaient de convaincre Jakie de renoncer à son spectacle et participer à la célébration. Incapable de résister, il se précipite à la synagogue pour y chanter le Kol Nidre, la prière traditionnelle. Son père meurt dans la joie. Quelques années plus tard, Jakie est de nouveau sur les planches et obtient un immense succès, sous le regard de sa mère.

## Fiche technique
- Titre original : The Jazz Singer
- Titre français : Le Chanteur de jazz
- Réalisation : Alan Crosland
- Scénario : adapté par Alfred A. Cohn, d'après la nouvelle The Day of Atonement de Samson Raphaelson
- Musique : Louis Silvers, Irving Berlin
- Photographie : Hal Mohr
- Montage : Harold McCord (en)
- Son : George Groves
- Société de production : Warner Bros. Pictures
- Pays de production :  États-Unis
- Langue originale : anglais
- Format : noir et blanc -  35mm - 1,33:1 -Son monophonique Vitaphone
- Genre : comédie dramatique, film musical
- Durée : environ 2700 m, soit 96 minutes
- Dates de sortie : 
  - États-Unis : 6 octobre 1927
  - Royaume-Uni : 27 septembre 1928
  - Canada : 1er décembre 1928[1]
  - France : 25 janvier 1929

## Distribution

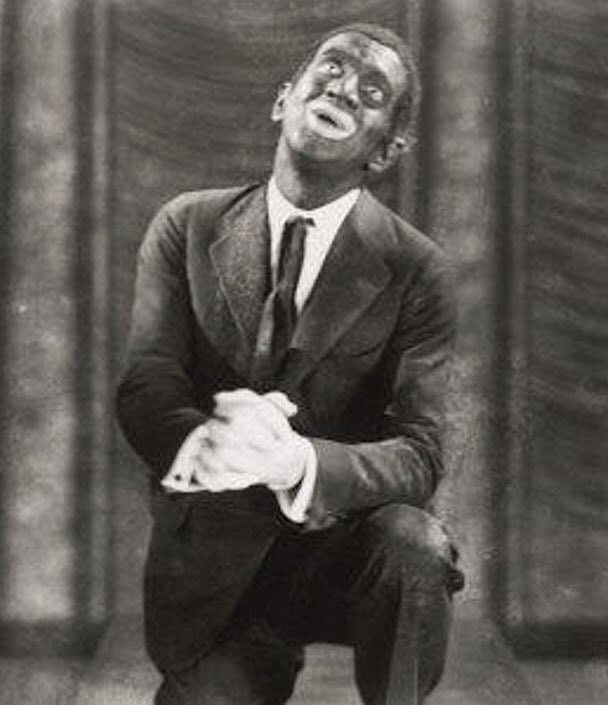
Al Jolson maquillé en chanteur noir dans une scène du film.

- Al Jolson : Jakie Rabinowitz / Jack Robin
- May McAvoy : Mary Dale
- Warner Oland : Le chantre Rabinowitz
- Eugenie Besserer : Sara Rabinowitz
- Otto Lederer : Moisha Yudelson
- Robert Gordon : Jakie Rabinowitz à 13 ans
- Richard Tucker : Harry Lee
- Yossele Rosenblatt : Lui-même

Acteurs non crédités
- William Demarest : Buster Billings
- Neely Edwards : Un directeur de la danse
- Audrey Ferris : Une fillette
- Ena Gregory : Une invitée
- Roscoe Karns : Un agent
- Myrna Loy : Une danseuse
- John Miljan : un hôtesse
- Anders Randolf : Dillings
- Will Walling : Un docteur

## Commentaires
Cette version cinématographique de la pièce de Samson Raphaelson est le premier long métrage parlant avec un total de 281 mots prononcés. La Warner Bros avait expérimenté l'année d'avant avec succès le procédé Vitaphone pour un court métrage, Une scène dans la plantation (avec déjà Al Jolson) et surtout pour le film sonore de long métrage Don Juan. Le Chanteur de jazz est une nouvelle étape dans le développement du film parlant car son succès mondial est dû au sujet dramatique et pourtant familier qu'il traite. Il montre aussi le lien qui existe entre Broadway et Hollywood pendant plusieurs décennies, dans le genre du film musical.
Al Jolson chante cinq chansons et entonne quelques thèmes religieux. Pour le reste, le film ressortit encore du style des films muets, et c'est pour cela que l’histoire y est encore racontée à l’aide d'intertitres. Techniquement, l'enregistrement du son Vitaphone se faisait directement avec un graveur de disques en cire, entraîné tout comme la caméra par un moteur électrique synchrone. Chaque enregistrement était laborieux et au cinéma, la formule "le temps c'est de l'argent" est de première importance. En projection, le film se déroule comme un film muet, tandis qu'un lecteur phonographique reproduit dans la salle le son enregistré grâce à un système de conduction mécanique, afin de porter le son au niveau de l'écran (les amplificateurs à lampes remplaceront bientôt ce dispositif).
La technique du film muet, bien rodée, semblait suffire aux producteurs qui visaient à frapper l'auditoire par les quelques chansons présentes dans le film. Mais ils avaient aussi testé, avec Une scène dans la plantation, l'effet extraordinaire que provoquaient sur le public les paroles d'Al Jolson entre chaque chanson. Aussi, lors d'un enregistrement effectué comme les autres grâce au couple caméra-graveur, l’opportunité de faire parler le comédien était-elle prévue par le scénario : « Pendant que Jack Robin chante, il regarde avec reconnaissance et amour sa mère qui l’écoute, émue et fière, en compagnie d’un ami de la famille. Celui-ci, filmé en gros plan, s’adresse à la mère. « C’est bien le fils de son père, il chante avec son cœur! ». On peut lire sa remarque grâce à un intertitre, on ne l’entend pas parler. La mère est filmée elle aussi en gros plan, les yeux noyés de larmes. Elle répond par un autre intertitre. « C’est son monde, la scène… Si c’est Dieu qui l’a voulu, Il le gardera ici ». Tandis qu’en fond sonore, son fils continue à susurrer à son intention un hymne de piété filiale, Mother of mine (Ma mère à moi), accompagné par l’orchestre. » Soudain, entre deux couplets, il s'adresse directement à sa mère (avec un regard caméra, donc en direction des spectateurs de cinéma), la voix brouillée par une émotion que partagea avec enthousiasme le public de l'époque.
La phrase d'Al Jolson dans Le Chanteur de jazz, déjà éprouvée dans Une scène dans la plantation : « Attendez un peu, vous n'avez encore rien entendu » (Wait a minute, wait a minute. You ain't heard nothin' yet!) a été classée 71e parmi les 100 répliques les plus célèbres du cinéma américain.

## Chansons du film
Chantées par Al Jolson
1. Dirty Hands, Dirty Face (Edgar Leslie, Grant Clarke, Jolson, James V. Monaco)[4]
2. Toot, Toot, Tootsie Goodbye (Gus Kahn, Ernie Erdman, Dans Russo)[4]
3. Blue Skies (Irving Berlin)[4]
4. Mother, I Still Have You (Jolson, Louis Silvers)[4]
5. My Mammy  (Sam Lewis, Joe Young, Walter Donaldson)[4]

## Autour du film
- Deux remakes en ont été réalisés :
  - 1952 : Le Chanteur de jazz de Michael Curtiz avec Danny Thomas
  - 1980 : Le Chanteur de jazz de Richard Fleischer avec Neil Diamond
- Samuel L. Warner, l'un des frères Warner qui est notamment crédité pour avoir apporté la technologie qui permit au studio de produire le film, est mort le 5 octobre 1927, la veille de la sortie du long-métrage.
- Un film biographique sur Al Jolson a été réalisé en 1946 par Alfred E. Green sous le titre Le Roman d'Al Jolson dans lequel est évoqué ce film.
- Le Chanteur de jazz est mentionné à plusieurs reprises dans le film Chantons sous la pluie qui évoque les débuts du cinéma parlant.
- Tex Avery rend hommage au film avec son dessin-animé I love to singa en 1936.
- L'épisode des Simpson intitulé Tel père, tel clown (Saison 3, épisode 6), racontant les débuts du personnage de Krusty le clown s'inspire en grande partie du scénario du film.
- Le Chanteur de Jazz apparaît dans le film Aviator de Martin Scorsese. Dans ce film, Howard Hughes (interprété par Leonardo DiCaprio) fait venir Noah Dietrich dans une salle de cinéma où est projeté Le Chanteur de Jazz et lui dit : « C'est ça que les gens veulent maintenant. Le muet ne vaut plus rien ».
- Darryl F. Zanuck, le célèbre producteur, peu connu à l'époque, est l'auteur des dialogues du film[5].
- Le Chanteur de Jazz apparaît dans le film Babylon de Damien Chazelle qui raconte le passage du cinéma muet au cinéma parlant. La première mondiale du film, à laquelle assiste le personnage de Manny Torres, est un des moments pivots du récit.